# Святослав Мстиславич (князь Новгородський)
Святослав Мстиславич (? - після 1176) — князь Новгородський (1175), син князя Новгородського і Ростовського Мстислава Ростиславича з династії Юрійовичів.

## Життєпис
Святослав-Агафонік Мстиславич був сином князя Новгородського (1160, 1175-1176, 1177-1178), Городець-Остерського (1169-1171), Суздальського і Ростовского (1175-1176) Мстислава-Івана Ростиславича від його першої дружини з роду Смоленських Ростиславичів.
У 1174 році перебував разом з батьком у Новгороді. У 1175 році, під час боротьби за владу, після смерті князя Андрія Китая був залишений батьком у Новгороді князем-намісником. Після того, як князь Мстислав з ростовцями був розбитий Всеволодом Велике Гніздо, був вигнаний з Новгорода, а на князювання було запрошено Ярослава Мстиславича, союзника Всеволода.
Подальша доля невідома. В літописах згадується, що князь Мстислав разом з братом Ярополком Ростиславичем 1177 року були розбиті Всеволодом у битві на Колокші, взяті в полон і засліплені.